# الوارو کرال
الوارو کرال (انگلیسی: Álvaro Corral؛ زادهٔ ۳۰ مهٔ ۱۹۸۳) بازیکن فوتبال اهل اسپانیا است.
از باشگاه‌هایی که در آن بازی کرده‌است می‌توان به باشگاه فوتبال میراندس و باشگاه فوتبال زامورا اشاره کرد.